# Đorđe Stojšić
Đorđe Stojšić (en serbe cyrillique : Ђорђе Стојшић ; né le 1er janvier 1977 à Belgrade) est un homme politique serbe. Il est président adjoint de la Ligue des sociaux-démocrates de Voïvodine (LSV) et vice-président du groupe parlementaire du LSV à l'Assemblée nationale de la république de Serbie,.

## Biographie
Đorđe Stojšić termine ses études élémentaires à Sremska Mitrovica et effectue ses études secondaires aux États-Unis ; il étudie ensuite à l'université d'État de Wichita dont il sort diplômé à la fois en gestion administrative et en philosophie en décembre 2000.
De février 2003 à mai 2004, il fait partie du directoire de la Vojvođanska banka (« Banque de Voïvodine ») et, depuis 2007, il est membre du directoire de Blok 67 Associates (Belville).
Sur le plan politique, il devient membre de la Jeunesse de la Ligue des sociaux-démocrates de Voïvodine (LSV) de Nenad Čanak dès la fin de 1995, au moment où il part en Amérique. À son retour, en 2001, il devient membre du conseil d'administration de la Ligue et membre de son Conseil économique.
Lors des élections législatives serbes de 2012, Đorđe Stojšić participe à la coalition Un choix pour une vie meilleure, soutenue par Boris Tadić, le président sortant. La liste recueille 863 294 voix, soit 22,06 % des suffrages, ce qui lui vaut 67 sièges à l'Assemblée ; il est élu député ; la Ligue des sociaux-démocrates de Voïvodine constitue un groupe parlementaire de 5 membres et est présidé par Bojan Kostreš ; Đorđe Stojšić en devient le vice-président,.
À l'Assemblée, en plus de cette fonction, il participe aux travaux de la Commission des finances, du budget de l'État et du contrôle des dépenses publiques et, en tant que suppléant, à ceux de la Commission de l'éducation, de la science, du développement technologique et de la société de l'information et de la Commission des droits de l'enfant. Il est également membre de la délégation serbe à l'Assemblée de l'Initiative centre-européenne.

## Vie privée
Đorđe Stojšić est célibataire et sans enfant. Il parle couramment l'anglais et a des notions d'allemand.
Il consacre la plus grande partie de son temps libre à son vignoble de Šišatovac, sur les pentes du massif de la Fruška gora, en Syrmie.